# Август Людвіг Шлецер
А́вгуст-Лю́двіг фон Шле́цер (нім. August Ludwig von Schlözer; 5 липня 1735 — 9 вересня 1809) — німецький історик, публіцист і статистик. Започаткував критичне вивчення історії Русі та Росії. Представник Геттінгенської історичної школи.

## Життєпис
Народився в місті Гагштадт (нині Кірхберг-ан-дер-Ягст), Вюртемберг. Походив з родини лютеранських пасторів.
Вивчав теологію у Віттенберзькому університеті (1751—1754) та історію в Геттінгенському університеті (1754—1755).
Опанував давньоскандинавську і готську мови, перебуваючи у Швеції (1755—1759).
На запрошення Герарда Міллера приїхав до Російської імперії (1761). У 1761—1767 працював у Петербурзькій академії наук.
Завдяки Кирилу Розумовському отримав посаду ад'юнкта (1762). За наказом імператриці Катерини II став почесним членом Петербурзької академії наук (1765), професором з історії Росії.
Був одним із авторів «норманської теорії». Вів наукову полеміку з Михайлом Ломоносовим, сприяв публікації «Історії Російської» Василя Татищева. Виступав проти поділу народів на «історичні» й «неісторичні».
1767 року обраний іноземним членом Шведської королівської академії наук; того ж року повернувся до Німеччини, оселився в Геттінгені. Обіймав посаду професора Геттінгенського університету, викладав історію та статистику.
Його вважають основоположником принципу поділу народів за мовами, а не за біблійними чи античними принципами. Член Товариства історії і старожитностей російських (1804).

## Праці
Шлецер — автор робіт з давньоруської граматики, історії, палеографії. Основна праця — «Нестор. Руські літописи давньослов'янською мовою, звірені, перекладені та пояснені А. Л. Шльоцером» (т.1-5, Геттінген, 1802-09; рос. видання СПб., 1808). В останні роки діяльності визнав і доводив автентичність «Слова о полку Ігоревім». Праці Шлецера мали великий науковий резонанс у російській та українській історіографії другої пол. 18-20 ст. Праці з історії Руси — «Probe russischer Annalen» (1768), «Nestor. Russische Annalen in ihrer slawonischen Grundsprache verglichen, übersetzt und erklärt», I — V (1802–1809), перекладені на російську мову і видані Язиковим (І — III) 1809–1819.
Написав прижиттєву (стосовно І. Котляревського) рецензію на перше видання «Енеїди» 1798 р.
- Neuverändertes Rußland oder Leben Catharinä der Zweyten Kayserinn von Rußland: aus authentischen Nachrichten beschrieben, Riga; Leipzig 1767 (Digitalisat und Volltext // Німецький текстовий архів)
- August Ludwig Schlözers […] Vorstellung seiner Universal-Historie, Göttingen; Gotha 1772—1773 (Bd. 1 als Digitalisat und Volltext // Німецький текстовий архів, Bd. 2 als Digitalisat und Volltext // Німецький текстовий архів)
- Oskold und Dir, Göttingen/Gotha 1773 (Digitalisat)
- Ludwig Ernst, Herzog Zu Braunschweig Und Lüneburg, kaiserl. königl. und des h. Römischen Reichs FeldMarschall, Göttingen 1787 (Digitalisat)
- Kritische Sammlungen zur Geschichte der Deutschen in Siebenbürgen. Göttingen 1795 (Volltext)
- Münz-, Geld-, und Bergwerks-Geschichte des Russischen Kaiserthums, Göttingen 1797 (Digitalisat)
- De vita dei, Vitembergae (Digitalisat)

## Джерела

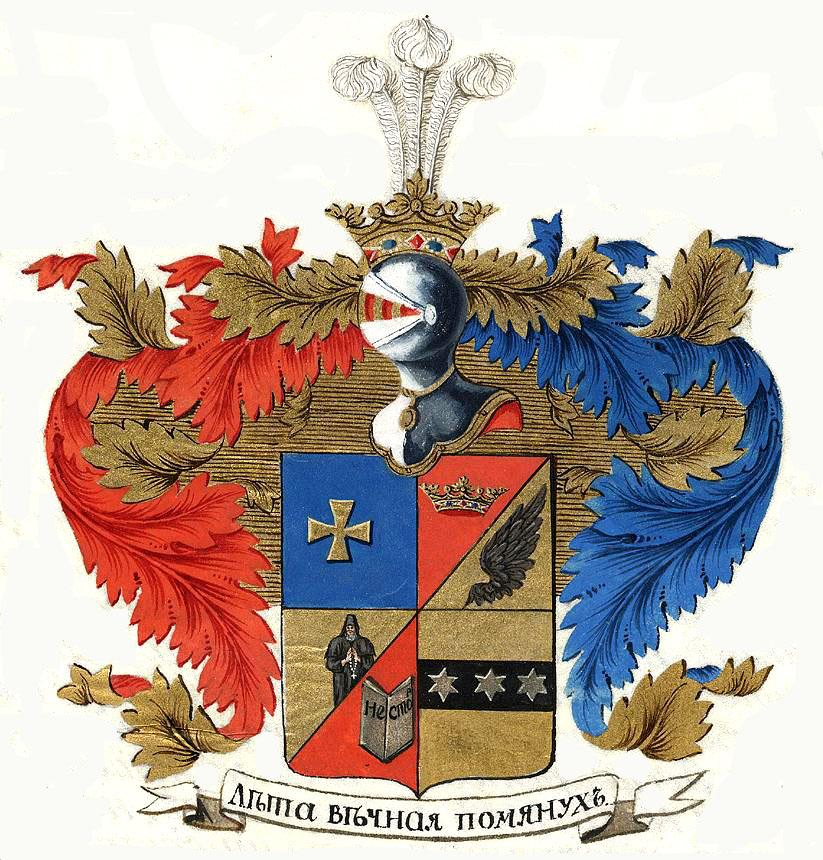
Дворянський герб